# 리치 (프로게이머)
리치(본명: 이재원, 1998년 2월 16일 ~ )은 대한민국의 프로게이머이다. 과거 히어로즈 오브 더 스톰 프로게이머로 활동했으며 현재는 리그 오브 레전드 프로게이머로 활동하고 있다. 히어로즈 오브 더 스톰 시절에서는 올라운더 포지션을 담당했으며 리그 오브 포지션에서의 포지션은 탑 라이너이다. 아이디는 Rich를 사용하고 있다. 현재 빅토리 파이브 소속이다.

## 선수 생활

### 히어로즈 오브 더 스톰
2015년 히어로즈 오브 더 스톰 프로게임단인 스네이크에 입단하면서 프로 선수 커리어를 시작했다. 
2016년 1월 7일 MVP 블랙으로 이적했다. 2016 시즌 히어로즈 오브 더 스톰 글로벌 챔피언십 스프링 시즌 우승을 차지했으며 서머 시즌 준우승의 성과를 거두었다. 2018 시즌에서는 커리어 역사상 최전성기를 맞이하였다. 2018 히어로즈 오브 더 스톰 챔피언십 코리아 페이즈 1과 2 대회에서 모두 우승을 차지했으며 2018 미드시즌 브라울, 2018 이스턴 클래시에서도 우승컵을 들어올렸다. 이후 2018년 11월 4일에 치러진 2018 히어로즈 오브 더 스톰 글로벌 챔피언십까지 우승을 차지했다.
하지만 2018년 12월 24일, 히어로즈 오브 더 스톰 리그가 폐지됨에 따라 프로팀들이 해체되면서 히어로즈 더 스톰 프로게이머에서는 은퇴하였다.

### 리그 오브 레전드
히어로즈 오브 더 스톰 프로게이머 선수에서 은퇴한 이후 개인방송을 하던 리치는 리그 오브 레전드 프로게이머로 전향할 것이라고 발표했다.
리치는 히어로즈 오브 더 스톰에서 활동했던 Gen.G의 아카데미에 입단했다. 이후 2019년 5월 29일, 젠지의 1군팀으로 승격되었다. 2019년 8월 9일에 치러진 그리핀과의 리그 경기에서 교체 출전하면서 리그 오브 레전드 프로 무대에 데뷔했다.
2020 시즌을 앞둔 스토브 리그 기간 동안 리그 오브 레전드 챌린저스 코리아의 팀 다이나믹스에 입단했다. 팀에 입단하면서 포지션을 기존의 미드라이너에서 탑 라이너로 변경했다. 스프링 시즌 동안 MOM 공동 3위에 선정되는 활약을 통해 팀의 준우승 및 승강전 진출에 공헌했다. 승강전에서는 내내 아트록스로 좋은 활약상을 보여주면서 팀을 챔피언스로 승격시키는데 공헌했다. 서머 시즌에는 팀의 에이스로 활약하면서 좋은 모습을 보여주었다.
2021 시즌을 앞두고 농심 레드포스와 재계약을 체결했다. 2021 스프링 시즌에는 부침을 보였으나 포스트 시즌에서는 각성한 모습을 보여주었다. 하지만 팀은 한화생명 e스포츠에게 패배해 6강 플레이오프에서 탈락했다. 서머 시즌에서도 팀의 주전 탑 라이너로 활동했다. 하지만 서머 시즌 동안 부진한 모습을 보여주었다. 팀은 포스트시즌에 진출했지만 4강 PO에서 탈락했다. 2021시즌 종료 후 FA로 풀려났다.
2022시즌을 앞두고 빅토리 파이브에 입단했다.

## 소속팀

### 히어로즈 오브 더 스톰
| # | 팀명 | 소속 기간 | 소속 리그 | 비고 |
| - | ---- | --------- | --------- | ---- |

### 리그 오브 레전드
| # | 팀명          | 소속 기간               | 소속 리그 | 비고 |
| - | ------------- | ----------------------- | --------- | ---- |
| 1 | Gen.G         | 2019.05.29 ~ 2019.11.18 | LCK       |      |
| 2 | 팀 다이나믹스 | 2019.12.11 ~ 2021.11.17 | LCK       |      |
| 3 | 빅토리 파이브 | 2021.12.24 ~            | LPL       |      |

## 수상 내역

### 히어로즈 오브 더 스톰
- 넥서스컵 카엘리타스 시즌 2015 우승
- 골든 시리즈 히어로 프로리그 2015 시즌 1 우승
- 스톰 리그 2015 시즌 2 준우승
- 넥서스컵 이터널 컨플릭트 2015 준우승
- 월드 사이버 아레나 2015 3위
- 히어로즈 오브 더 스톰 슈퍼리그 2016 시즌 1 우승
- 기가바이트배 히어로즈 오브 더 스톰 파워리그 시즌 1 우승
- 히어로즈 오브 더 스톰 2016 스프링 글로벌 챔피언십 우승
- 골드시리즈 히어로 프로리그 2016 스프링 우승
- 핫식스 히어로즈 오브 더 스톰 슈퍼리그 2016 시즌 2 준우승
- 히어로즈 오브 더 스톰 2016 서머 글로벌 챔피언십 준우승
- 핫식스 히어로즈 오브 더 스톰 슈퍼리그 2016 시즌 3 준우승
- 히어로즈 오브 더 스톰 2016 폴 글로벌 챔피언십 4강
- 2016 골드 클럽 월드 챔피언십 3위
- 2017 히어로즈 글로벌 챔피언십 이스턴 클래시 페이즈 2 준우승
- 2017 히어로즈 오브 더 스톰 글로벌 챔피언십 코리아 페이즈 2 우승
- 2017 히어로즈 오브 더 스톰 글로벌 챔피언십 파이널 우승
- 2017 골드 클럽 월드 챔피언십 우승
- 2018 이스턴 클래시 타이페이 준우승
- 2018 히어로즈 오브 더 스톰 글로벌 챔피언십 코리아 페이즈 1 우승
- 2018 미드 시즌 브롤 우승
- 2018 이스턴 클래시 인천 우승
- 히어로즈 오브 더 스톰 글로벌 챔피언십 코리아 페이즈 2 우승
- 2018 히어로즈 오브 더 스톰 글로벌 챔피언십 파이널 우승
- 히어로즈 오브 더 스톰 리그 리바이벌 우승

### 리그 오브 레전드
- 2020 LoL KeSPA컵 울산 준우승